# 1. česká fotbalová liga 1994/1995
Sezóna 1994/95 1. ligy byla 2. sezónou v samostatné české lize a první, v níž se udělovaly tři body za vítězství místo dřívějších dvou. Začala 5. srpna 1994 a skončila 11. června 1995.

## Konečná tabulka
| Poř. | Tým                       | Z  | V  | R  | P  | VG | OG | B  |
| ---- | ------------------------- | -- | -- | -- | -- | -- | -- | -- |
| 1.   | AC Sparta Praha (C)       | 30 | 22 | 4  | 4  | 64 | 17 | 70 |
| 2.   | SK Slavia Praha           | 30 | 19 | 7  | 4  | 52 | 20 | 64 |
| 3.   | FC Boby Brno              | 30 | 15 | 9  | 6  | 52 | 27 | 54 |
| 4.   | FC Slovan WSK Liberec     | 30 | 16 | 3  | 11 | 49 | 46 | 51 |
| 5.   | FK Viktoria Žižkov        | 30 | 15 | 4  | 11 | 61 | 38 | 49 |
| 6.   | FC Petra Drnovice         | 30 | 15 | 3  | 12 | 46 | 44 | 48 |
| 7.   | SK České Budějovice JČE   | 30 | 12 | 10 | 8  | 29 | 28 | 46 |
| 8.   | SK Sigma Olomouc MŽ       | 30 | 12 | 7  | 11 | 31 | 31 | 43 |
| 9.   | FC Viktoria Plzeň         | 30 | 12 | 4  | 14 | 32 | 37 | 40 |
| 10.  | FK Jablonec nad Nisou (N) | 30 | 11 | 6  | 13 | 37 | 33 | 39 |
| 11.  | FC Baník Ostrava          | 30 | 10 | 8  | 12 | 36 | 41 | 38 |
| 12.  | SK Hradec Králové (P)     | 30 | 10 | 6  | 14 | 35 | 45 | 36 |
| 13.  | FC Union Cheb             | 30 | 8  | 7  | 15 | 29 | 45 | 31 |
| 14.  | FC Svit Zlín              | 30 | 8  | 6  | 16 | 21 | 40 | 30 |
| 15.  | FC Bohemians Praha        | 30 | 6  | 5  | 19 | 35 | 62 | 23 |
| 16.  | FK Švarc Benešov (N)      | 30 | 3  | 3  | 24 | 23 | 78 | 12 |

Poznámky:
- Z = Odehrané zápasy; V = Vítězství; R = Remízy; P = Prohry; VG = Vstřelené góly; OG = Obdržené góly; B = Body
- (C) = obhájce titulu, (P) = vítěz Českého poháru, (N) = nováček (minulou sezónu hrál nižší soutěž a postoupil)

|  | Postup do Poháru UEFA 1995/96   |
|  | Postup do PVP 1995/96           |
|  | Postup do Poháru UEFA 1995/96   |
|  | Postup do Poháru Intertoto 1995 |
|  | Sestup do 2. ligy 1995/96       |

## Soupisky mužstev

### AC Sparta Praha
Jan Blažka (4/0/1),
Petr Kostelník (6/0/3),
Petr Kouba (20/1/14) –
Václav Budka (28/8),
Viktor Dvirnyk (3/1),
Martin Frýdek (22/5),
Peter Gunda (13/1),
Michal Horňák (20/2),
Jozef Chovanec (22/3),
Jan Koller (6/1),
Jozef Kostelník (2/0),
Jozef Kožlej (6/3),
Vratislav Lokvenc (21/8),
Lumír Mistr (9/0),
Pavel Nedvěd (27/6),
Josef Němec (22/3),
Jiří Novotný (24/2),
Petr Pejša (2/0),
Radek Petrák (1/0),
Tomáš Požár (1/0),
Horst Siegl (27/10),
Jan Sopko (23/2),
Zdeněk Svoboda (29/5),
Roman Vonášek (26/1),
Tomáš Votava (20/1) –
trenér Karol Dobiaš (1.–2. kolo), Vladimír Borovička (3.–9. kolo), Jürgen Sundermann (10.–19. kolo), Jozef Jarabinský (20.–30. kolo),
asistent Vladimír Borovička

### SK Slavia Praha
Jan Stejskal (30/0/14) –
Radek Bejbl (28/4),
Patrik Berger (29/7),
Roman Hogen (27/8),
Tomáš Hunal (14/0),
Martin Hyský (1/0),
Lukáš Jarolím (4/0),
Jindřich Jirásek (3/0),
Ivo Knoflíček (29/5),
Luboš Kozel (16/2),
Ondrej Krištofík (27/2),
Martin Kulhánek (5/1),
Pavel Kýček (2/0),
Jiří Lerch (26/3),
Radim Nečas (29/7),
Pavel Novotný (25/5),
Martin Pěnička (29/3),
Jan Suchopárek (26/5),
Daniel Šmejkal (25/3),
Vladimír Šmicer (16/3),
Jiří Štajner (3/0),
Jiří Vávra (23/2),
František Veselý (2/0),
Jaroslav Veltruský (2/0) –
trenér Miroslav Beránek,
asistent František Adamíček

### FC Boby Brno
Luboš Přibyl (25/0/10),
Radim Vlasák (6/0/3) –
Zdeněk Cieslar (8/0),
Marcel Cupák (22/8),
Richard Dostálek (29/4),
Tomáš Hamřík (1/0),
Patrik Holomek (1/0),
Pavel Holomek (27/9),
Vladimír Chaloupka (5/0),
Kamil Janšta (11/0),
Pavel Kobylka (24/3),
Petr Kocman (27/2),
Michal Kolomazník (2/0),
Petr Křivánek (28/2),
Roman Kukleta (21/5),
Petr Maléř (27/6),
Jan Maroši (26/3),
Vladimír Michal (1/0),
Lambert Šmíd (12/0),
Martin Špinar (2/0),
Zdeněk Valnoha (21/2),
Viliam Vidumský (18/0),
René Wagner (22/6),
Marek Zúbek (22/2) –
trenér Petr Uličný,
asistent Karel Večeřa

### FC Slovan WSK Liberec
Tomáš Bárta (2/0/0),
Libor Macháček (1/0/0),
Ladislav Maier (30/0/6) –
Petr Bulíř (13/2),
Richard Culek (6/0),
Martin Čupr (7/0),
Karel Dobš (19/1),
Jindřich Dohnal (1/0),
Martin Hašek (26/5),
Martin Hřídel (29/7),
Martin Hyský (24/2),
Libor Janáček (30/4),
Pavel Janeček (28/4),
Jiří Ješeta (16/1),
Josef Jinoch (29/4),
Roman Klimeš (17/0),
Boris Kočí (27/2),
Josef Lexa (25/1),
Rostislav Macháček (5/0),
Josef Nesvačil (28/1),
Josef Obajdin (14/10),
Luboš Zákostelský (15/4) –
trenér Vlastimil Petržela,
asistent Jiří Štol a Josef Petřík (jen jaro)

### FK Viktoria Žižkov
Oldřich Pařízek (12/0/2),
Michal Šilhavý (1/0/0),
Juraj Šimurka (19/0/4),
Daniel Zítka (1/0/0) –
Michal Bílek (29/8),
Jiří Časko (16/1),
Petr Gabriel (29/2),
Petr Holota (22/0),
Tibor Jančula (25/10),
Miloslav Kordule (27/1),
Jozef Kožlej (18/3),
Tomáš Krejčík (26/10),
Jozef Majoroš (27/1),
Daniel Mašek (4/0),
Antonín Mlejnský (10/0),
Tibor Notin (19/1),
Michal Petrouš (29/2),
Karel Poborský (27/10),
Marián Tibenský (1/0),
Marek Trval (27/9),
Petr Vrabec (19/2) –
trenér Jiří Kotrba (1.–19. kolo) a František Kopač (20.–30. kolo),
asistent František Kopač

### FC Petra Drnovice
Pavel Barcuch (28/0/7),
Tomáš Bernady (1/0/0),
Radovan Krása (1/0/0) –
Jan Baránek (30/6),
Ondrej Daňko (6/0),
Radek Drulák (27/15),
Pavel Harazim (17/1),
Roman Hendrych (6/0),
Valdemar Horváth (17/0),
Petr Hruška (28/1),
Róbert Kafka (24/3),
Edvard Lasota (14/2),
Aleš Nešický (14/0),
Jan Palinek (23/2),
Roman Pavelka (9/0),
Ladislav Pecko (3/0),
Václav Rada (1/0),
Albert Rusnák (25/3),
Ivo Staš (4/0),
Jaroslav Šilhavý (27/1),
Michal Šlachta (22/1),
Marcel Švejdík (6/0),
Jaroslav Timko (15/5),
Jozef Weber (26/4),
Libor Zelníček (5/1) –
trenér Karel Brückner (1.–12. kolo) a Stanislav Jarábek (13.–30. kolo),
asistent František Komňacký (1.–12. kolo) a Josef Kolečko (13.–30. kolo)

### SK České Budějovice JČE
Radek Černý (3/0/0),
Peter Holec (27/0/15) –
Pavel Babka (23/3),
Milan Barteska (27/1),
Erich Brabec (1/0),
Luděk Edelman (1/0),
Ladislav Fujdiar (19/2),
Jiří Hájek (1/0),
Martin Havel (7/0),
Jaromír Jindráček (16/2),
Miroslav Koblenc (1/0),
Libor Koller (27/2),
Jozef Kostelník (15/1),
Bronislav Křikava (4/0),
Stanislav Marek (20/1),
Milan Přibyl (21/1),
Jan Saidl (16/1),
Stanislav Salač (3/0),
Petr Strnadel (8/1),
Petr Šulc (1/0),
Radek Tejml (26/0),
Marián Tibenský (22/2),
Karel Vácha (27/7),
Ivan Valachovič (27/2),
Luděk Vyskočil (16/3),
Martin Wohlgemuth (26/1) –
trenér Pavel Tobiáš,
asistent Daniel Drahokoupil a Zdeněk Procházka (1.–15. kolo) a Miroslav Jirkal (16.–30. kolo)

### SK Sigma Olomouc MŽ
Marek Janků (1/0/0),
Petr Pižanowski (2/0/0),
Martin Vaniak (29/0/7) –
Jiří Balcárek (26/4),
Miroslav Baranek (16/2),
Jiří Barbořík (26/1),
Ladislav Fujdiar (1/0),
Martin Guzik (6/0),
Marek Hollý (27/2),
Milan Kerbr (25/4),
Martin Kotůlek (25/1),
Michal Kovář (29/1),
Radim König (1/0),
Edvard Lasota (14/1),
Petr Lysáček (1/0),
Oldřich Machala (29/0),
Roman Mikulášik (3/0),
Josef Mucha (13/2),
Radek Onderka (23/6),
Jiří Povišer (29/2),
Karel Rada (27/2),
Radomír Riedl (2/0),
Martin Svědík (11/1),
Jiří Vaďura (27/4),
Libor Zapletal (5/0),
Roman Zelenay (8/0) –
trenér Dušan Radolský (1.–19. kolo) a Vítězslav Kolda (20.–30. kolo),
asistent Vítězslav Kolda

### FC Viktoria Plzeň
Michal Čaloun (30/0/7),
Radomír Havel (1/0/0) –
Zdeněk Bečka (27/0),
Libor Čihák (14/0),
Jaroslav Diepold (24/1),
Tomáš Heřman (30/6),
Miroslav Janota (22/1),
Roman Janoušek (26/4),
Patrik Ježek (2/0),
Aleš Jindra (3/0),
Petr Královec (4/0),
Miroslav Mika (28/2),
Rudolf Pavlík (7/0),
Jaromír Plocek (16/2),
Petr Podaný (1/0),
Stanislav Purkart (29/3),
Jiří Skála (30/0),
Miloš Slabý (27/5),
Jiří Studeník (9/1),
František Šamberger (7/0),
Jiří Šanda (1/0),
Robert Vágner (25/5),
Petr Vlček (26/2) –
trenér Zdeněk Michálek,
asistent Antonín Dvořák a Josef Čaloun

### FK Jablonec nad Nisou
Zdeněk Jánoš (29/0/9),
Josef Novák (1/0/0) –
David Breda (7/2),
Pavel Horváth (26/5),
Radovan Hromádko (30/6),
Jaroslav Ložek (23/2),
Pavel Medynský (27/0),
Štefan Mihálik (3/1),
Jaromír Navrátil (18/6),
Jiří Novák (21/5),
Pavel Pěnička (30/2),
Roman Sedláček (5/0),
Richard Sitarčík (5/1),
Roman Skuhravý (18/1),
Roman Sokol (27/3),
Miroslav Sovič (5/0),
Vlastimil Svoboda (17/0),
René Šimek (7/0),
Jiří Tymich (3/0),
Tomáš Urban (4/1),
Aleš Vaněček (26/2),
Martin Vejprava (28/0),
Prokop Výravský (24/0) –
trenér Josef Pešice, asistent Petr Majer, Jiří Dozorec (16.–30. kolo) a Karel Studený (16.–30. kolo)

### FC Baník Ostrava OKD
Tomáš Bernady (11/0/3),
Norbert Juračka (14/0/4),
Jakub Kafka (1/0/1),
Tomáš Sedlák (4/0/1) –
Petr Bystroň (20/1),
Vladimír Čáp (8/1),
Martin Čížek (26/4),
Milan Duhan (26/3),
Tomáš Galásek (25/3),
Viliam Hýravý (10/0),
Marek Jankulovski (1/0),
Luboš Knoflíček (21/9),
Pavel Kubánek (17/0),
Petr Mašlej (21/1),
Roman Nohavica (16/2),
Michal Ondráček (16/0),
Marek Poštulka (7/2),
Lubomír Průdek (1/0),
Petr Ruman (3/1),
Tomáš Řepka (16/0),
Vladimír Siago (7/0),
Dalibor Slezák (23/3),
Radek Slončík (29/2),
Martin Svědík (4/0),
Vítězslav Tuma (21/3),
Petr Veselý (24/0),
Rostislav Vojáček (5/0) –
trenér Verner Lička (1.–22. kolo), Jaroslav Janoš (23.–30. kolo),
asistent Jaroslav Janoš a Rostislav Vojáček

### SK Hradec Králové
Jaroslav Karel (1/0/0),
Karel Podhajský (1/0/0),
Tomáš Poštulka (21/0/6),
Stanislav Vahala (8/0/4) –
David Breda (15/2),
Pavel Černý (15/6),
Jozef Džubara (20/0),
Karel Havlíček (11/0),
Radim Holub (14/1),
Richard Hrotek (6/0),
Aleš Hynek (14/2),
Richard Jukl (25/8),
David Kalousek (1/0),
Daniel Kaplan (13/0),
Marek Kincl (17/3),
Jozef Kostelník (1/0),
František Koubek (6/0),
Jozef Kožlej (1/0),
Vratislav Lokvenc (9/3),
Daniel Mašek (17/2),
Petr Menčík (6/1),
Rudolf Pavlík (4/1),
Bohuslav Pilný (9/0),
Milan Ptáček (21/1),
Rudolf Rehák (15/2),
Michal Šmarda (27/0),
Ivo Ulich (23/1),
Tomáš Urban (20/0),
Karel Urbánek (26/2),
Jaroslav Vrábel (16/0),
Martin Žižka (3/0) –
trenér Štefan Nadzam (1.–10. kolo), Petr Pálka (11.–30. kolo),
asistent Karel Krejčík

### FC Union Cheb
Jiří Vosyka (30/0/8) –
Miroslav Baček (27/1),
Luboš Barták (5/0),
Július Bielik (28/3),
Milan Forgáč (19/0),
Michal Hrbek (24/1),
Pavel Jirousek (21/1),
Miroslav Kamas (24/0),
Milan Kolouch (25/2),
Vítězslav Mojžíš (27/0),
Martin Müller (15/0),
Radim Nečas (29/8),
David Nehoda (3/0),
Michal Nehoda (3/0),
Daniel Němec (1/0),
Aleš Nešický (14/1),
Petr Rydval (6/0),
Petr Samec (29/7),
Miroslav Šebesta (21/4),
Milan Šedivý (28/1),
Pavel Veleman (1/0) –
trenér Jozef Jarabinský (1.–9. kolo), Karel Přenosil (10.–20. kolo), František Plass (21.–30. kolo),
asistent Jiří Novák (1.–9. kolo) a Jiří Tichý (10.–30. kolo)

### FC Svit Zlín
Jiří Krbeček (8/0/2),
František Ondrůšek (23/0/6) –
Martin Barbarič (14/1),
Petr Brabec (28/2),
Miroslav Březík (9/0),
Libor Bužek (1/0),
Petr Červenka (20/1),
Stanislav Dostál (27/0),
Michal Gottwald (2/0),
František Hadviger (2/0),
Pavel Hoftych (27/0),
Miroslav Holeňák (20/0),
Igor Klejch (29/13),
Petr Klhůfek (26/1),
Karel Krejčí (27/0),
Marcel Litoš (14/0),
Josef Mucha (15/0),
Jaroslav Novotný (3/0),
Roman Sedláček (11/0),
Ondrej Šmelko (9/0),
Roman Šťástka (7/0),
Jaroslav Švach (25/2),
Dušan Tesařík (13/0),
Vladimír Vítek (13/0),
Petr Zemánek (7/1) –
trenér Jozef Adamec (1.–27. kolo), Igor Štefanko (28.–30. kolo),
asistent Igor Štefanko a Václav Hastík (16.–30. kolo)

### FC Bohemians Praha
Jaromír Blažek (27/0/5),
Radek Cimbál (4/0/0),
Juraj Šimurka (1/0/0) –
Ondřej Bárta (15/0),
Dmitrij Borodin (6/2),
Viktor Dvirnyk (15/10),
Martin Forejt (2/0),
Petr Hlavsa (2/0),
František Jakubec (1/0),
Karel Jarolím (23/10),
Petr Kirschbaum (7/0),
Luděk Kopřiva (18/0),
Petr Kraut (7/0),
Radek Krejčík (23/0),
Tomáš Kuchař (27/0),
Tomáš Kukol (5/0),
Jiří Lang (3/0),
Miroslav Mičega (3/0),
Robert Neumann (26/4),
Miroslav Obermajer (7/0),
Viktor Pařízek (1/0),
Rudolf Pavlík (8/0),
Vladimír Sedláček (16/0),
Jaroslav Schindler (25/0),
Marek Smola (1/0),
David Šindelář (23/2),
Alojz Špak (22/2),
Jiří Tymich (20/1),
Miroslav Vacek (11/0),
František Veselý (8/1),
Roman Veselý (13/1),
Stanislav Vlček (15/2),
Martin Vrtiška (8/0) –
trenér František Barát (1.–16. kolo), Dalibor Lacina (17. a 26.–30. kolo) a Svatopluk Bouška (18.–25. kolo),
asistent Zdeněk Hruška a Zdeněk Andrlík

### FK Švarc Benešov
Miroslav Beran (8/0/1),
Martin Pařízek (5/0/0),
Martin Vácha (19/0/1) –
Milan Boháč (12/1),
Pavel Borovec (26/4),
Zdeněk Cihlář (10/0),
Richard Culek (14/0),
Petr Čermák (15/0),
Miroslav Držmíšek (8/1),
Slavomír Hodúl (28/0),
Aleš Hynek (6/0),
Josef Jindra (24/0),
Luděk Klusáček (28/4),
Petr Kotora (3/0),
Čestmír Křižka (4/0),
Martin Kulhánek (12/1),
Stanislav Lieskovský (10/0),
Tibor Mičinec (22/5),
Petr Novotný (28/2),
Patrik Rezek (1/0),
Alexandr Samuel (11/0),
Radek Skála (2/0),
Michal Sokolt (9/0),
Jiří Studeník (20/2),
Pavel Vandas (14/1),
Martin Váňa (16/2),
Bohuš Víger (14/0),
Luboš Zákostelský (14/0) –
trenér Jaroslav Hřebík (1.–15. kolo), Jiří Novák (16.–30. kolo),
asistent Tomáš Remeš